# Du hast den schönsten Arsch der Welt
"Du hast den schönsten Arsch der Welt" (w ang. "Sweetest Ass in the World" lub "You Have Got the Sweetest Ass in the World", w hiszp. "Tienes el culo mas bello del mundo") – pierwszy singel promujący album studyjny Aleksa C. i Y-ass pt. Euphorie.

## Tekst i interpretacja
Utwór został nagrany w kilku wersjach językowych: niemieckiej, angielskiej i hiszpańskiej.

## Teledysk
Teledysk nagrany został w 2007 roku. Teledysk jest bardzo kontrowersyjny ze względu na pojawiające się w nim sceny erotyczne itp. Główną postacią teledysku jest Y-Ass, która przedstawiana jest jako tancerka oraz osoba opowiadająca. W niektórych scenach pojawia się twórca singla Alex C.

## Lista utworów
- CD maxi-singel, enhanced (2007)[5]

1. "Du hast den schönsten Arsch der Welt" (Single Version) – 3:33
2. "Du hast den schönsten Arsch der Welt" (Radio Version) – 3:34
3. "Du hast den schönsten Arsch der Welt" (Basshunter's Bass My Ass Radio Remix) – 3:30
4. "Du hast den schönsten Arsch der Welt" (Sh 101 Remix) – 5:45
5. "Du hast den schönsten Arsch der Welt" (Video)

- Płyta gramofonowa (3 sierpnia 2007)[6]

A1 "Du hast den schönsten Arsch der Welt" (Extended Version) – 5:56
A2 "Du hast den schönsten Arsch der Welt" (Sh 101 Remix) – 5:48
B1 "Du hast den schönsten Arsch der Welt" (Basshunter's Bass My Ass Remix) – 5:24
B2 "Du hast den schönsten Arsch der Welt" (Steve X Remix) – 6:40
- CD singel (2007)[7]

1. "Du hast den schönsten Arsch der Welt" (Single Version) – 3:33
2. "Du hast den schönsten Arsch der Welt" (Basshunter's Bass My Ass) – 5:24

- CD maxi-singel, singel promocyjny (2008)[8]

1. "Du hast den schönsten Arsch der Welt" (Single Version) – 3:35
2. "Du hast den schönsten Arsch der Welt" (Radio Version) – 3:35
3. "Du hast den schönsten Arsch der Welt" (Basshunter's Bass My Ass Radio Remix) – 3:30
4. "Du hast den schönsten Arsch der Welt" (Extended Version) – 05:56
5. "Du hast den schönsten Arsch der Welt" (Basshunter's Bass My Ass Remix) – 05:24
6. "Du hast den schönsten Arsch der Welt" (Sh 101 Remix) – 5:48
7. "Du hast den schönsten Arsch der Welt" (Steve X Remix) – 06:40
8. "Du hast den schönsten Arsch der Welt" (Doc Phatt's Remix) – 05:41

- CDr, singel promocyjny, cardboard sleeve (2007)[2]

1. "Sweetest Ass in the World" (Radio Edit)
2. "Sweetest Ass in the World" (Extended Mix)
3. "Sweetest Ass in the World" (Dancing DJs Remix)
4. "Sweetest Ass in the World" (Alex K Remix)
5. "Sweetest Ass in the World" (Flip & Fill Remix)
6. "Sweetest Ass in the World" (Jorg Schmid Remix)

## Listy przebojów
| Kraj       | Lista (2007/2008) | Najwyższa Pozycja | Certyfikat |
| ---------- | ----------------- | ----------------- | ---------- |
| Niemcy     | Top 100 Singles   | 1                 | złoto      |
| Austria    | Singles Top 75    | 1                 |            |
| Bułgaria   | Top 40 Singles    | 5                 |            |
| Rosja      | Top 20            | 12                |            |
| Belgia     | Ultratop 50       | 27                |            |
| Holandia   | Single Top 100    | 38                |            |
| Szwajcaria | Singles Top 75    | 50                |            |